# Stronger Than Pride
Stronger Than Pride – trzeci studyjny album brytyjskiej grupy muzycznej Sade. Płyta została wydana w Wielkiej Brytanii 14 maja 1988 przez wytwórnię Epic, natomiast w USA miała swoją premierę 4 czerwca 1988 r.
Wydany na drugim singlu z tego albumu przebój zatytułowany „Paradise” dotarł do pierwszego miejsca na liście Billboard Hot R&B/Hip-Hop Songs

## Lista utworów
| #  | Tytuł                             | Muzyka                                                   | Słowa       | Czas |
| -- | --------------------------------- | -------------------------------------------------------- | ----------- | ---- |
| 1  | "Love Is Stronger Than Pride"     | Sade Adu, Andrew Hale, Stuart Matthewman,                | Sade Adu    | 4:16 |
| 2  | "Paradise"                        | Sade Adu, Andrew Hale, Stuart Matthewman, Paul S. Denman | Sade Adu    | 4:01 |
| 3  | "Nothing Can Come Between Us"     | Sade Adu, Stuart Matthewman, Andrew Hale                 | Sade Adu    | 4:21 |
| 4  | "Haunt Me"                        | Sade Adu, Stuart Matthewman                              | Sade Adu    | 5:48 |
| 5  | "Turn My Back on You"             | Sade Adu, Andrew Hale, Stuart Matthewman                 | Sade Adu    | 6:05 |
| 6  | "Keep Looking"                    | Sade Adu, Andrew Hale                                    | Sade Adu    | 5:20 |
| 7  | "Clean Heart"                     | Sade Adu, Stuart Matthewman, Andrew Hale                 | Sade Adu    | 3:59 |
| 8  | "Give It Up"                      | Sade Adu, Stuart Matthewman, Andrew Hale                 | Sade Adu    | 3:49 |
| 9  | "I Never Thought I'd See the Day" | Sade Adu, Leroy Osbourne                                 | Sade Adu    | 4:12 |
| 10 | "Siempre Hay Esperanza"           | Stuart Matthewman, Sade Adu, Leroy Osbourne              | Angel Music | 5:16 |

## Pozycje na listach
| Lista 1988          | Pozycja |
| ------------------- | ------- |
| Lista australijska  | 18      |
| Lista austriacka    | 6       |
| Lista holenderska   | 1       |
| Lista niemiecka     | 4       |
| Lista norweska      | 7       |
| Lista nowozelandzka | 8       |
| Lista szwedzka      | 2       |
| Lista szwajcarska   | 2       |
| UK Albums Chart     | 3       |
| USA Billboard 200   | 7       |
| USA Top R&B Albums  | 3       |
| USA Top Jazz Albums | 21      |

## Certyfikaty
| Kraj                     | Certyfikacja        |
| ------------------------ | ------------------- |
| Francja (SNEP)           | 2 x platynowa płyta |
| Holandia (NVPI)          | 1 x platynowa płyta |
| Kanada (Music Canada)    | 1 x platynowa płyta |
| Niemcy (BVMI)            | złota płyta         |
| Szwajcaria (Swisscharts) | 1 x platynowa płyta |
| USA (RIAA)               | 3 x platynowa płyta |
| Wielka Brytania (BPI)    | 1 x platynowa płyta |